# Sint-Clemenskerk (Nes)
De Sint-Clemenskerk is een kerkgebouw van de rooms-katholieke Kerk in Nes op Ameland in de Nederlandse provincie Friesland.

## Geschiedenis
De neogotische rooms-katholieke kerk uit 1878 werd ontworpen door de architect Pierre Cuypers.
Noorse invloeden waren in het ontwerp van de kerk in Nes aanwezig, al was het ontwerp ook grotendeels gebaseerd op Cuypers' Sint-Willibrorduskerk in Ruurlo uit 1868. De eenbeukige kerk met dakruiter had een hoog dak met een overhangende dakrand. De kerk bestond voor een groot deel uit houten constructies die in Cuypers' atelier in Amsterdam werden gemaakt en pas in Nes werden geassembleerd. Het hoogaltaar was uit 1885 en de gebrandschilderde ramen uit 1897. De kerk werd rond 1958 verder uitgebreid met twee lage transepten onder architectuur van Herman van Wissen.
De kerk staat aan de Kardinaal De Jongweg, vernoemd naar de in Nes geboren Johannes de Jong (1885-1955). Ter nagedachtenis waren er ook standbeeld, een plaquette en een gebrandschilderd raam. Ook hing er in de kerk een kopie van een schilderij van Hendrick ter Brugghen.

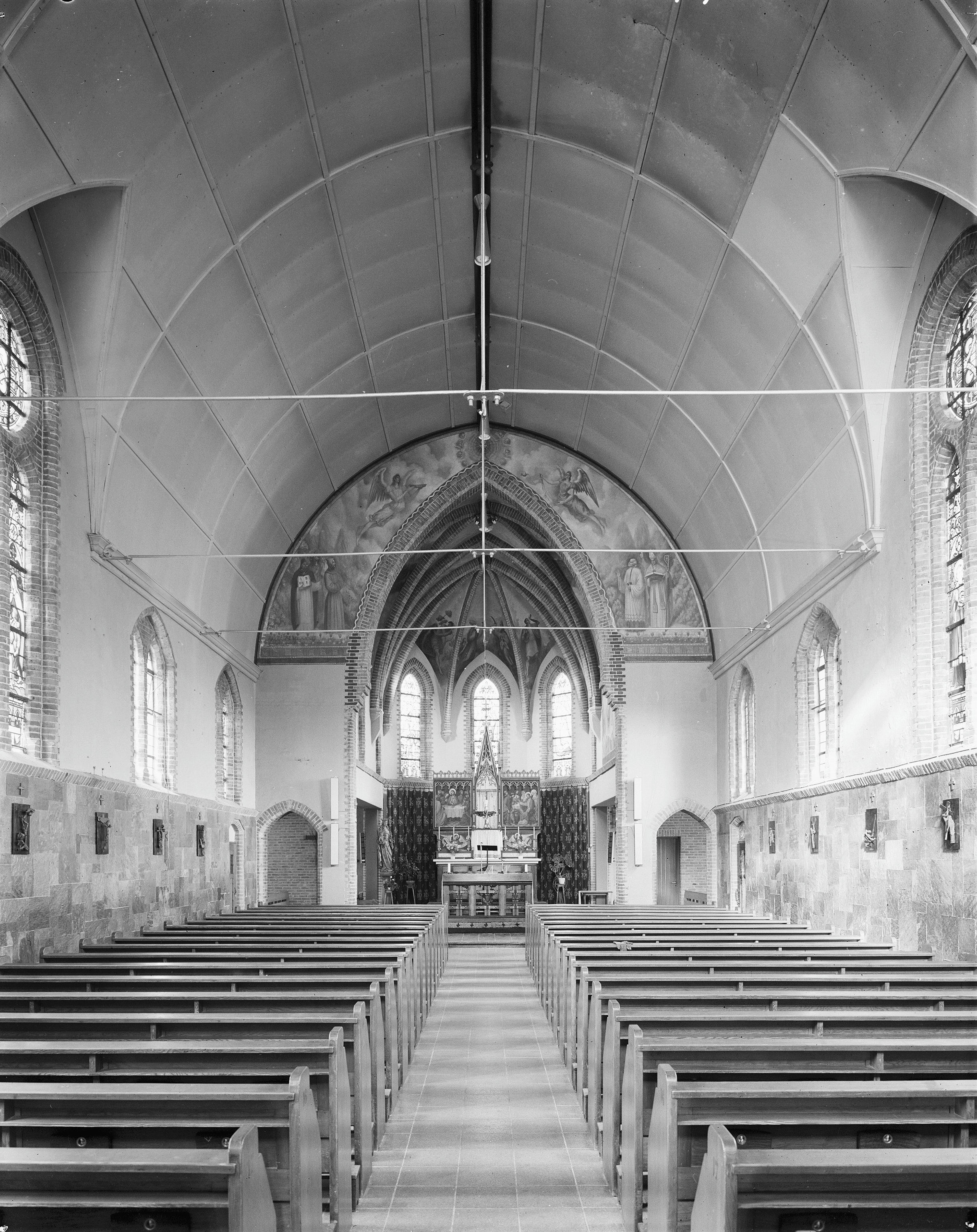
Interieur met koor Clemenskerk (1972)
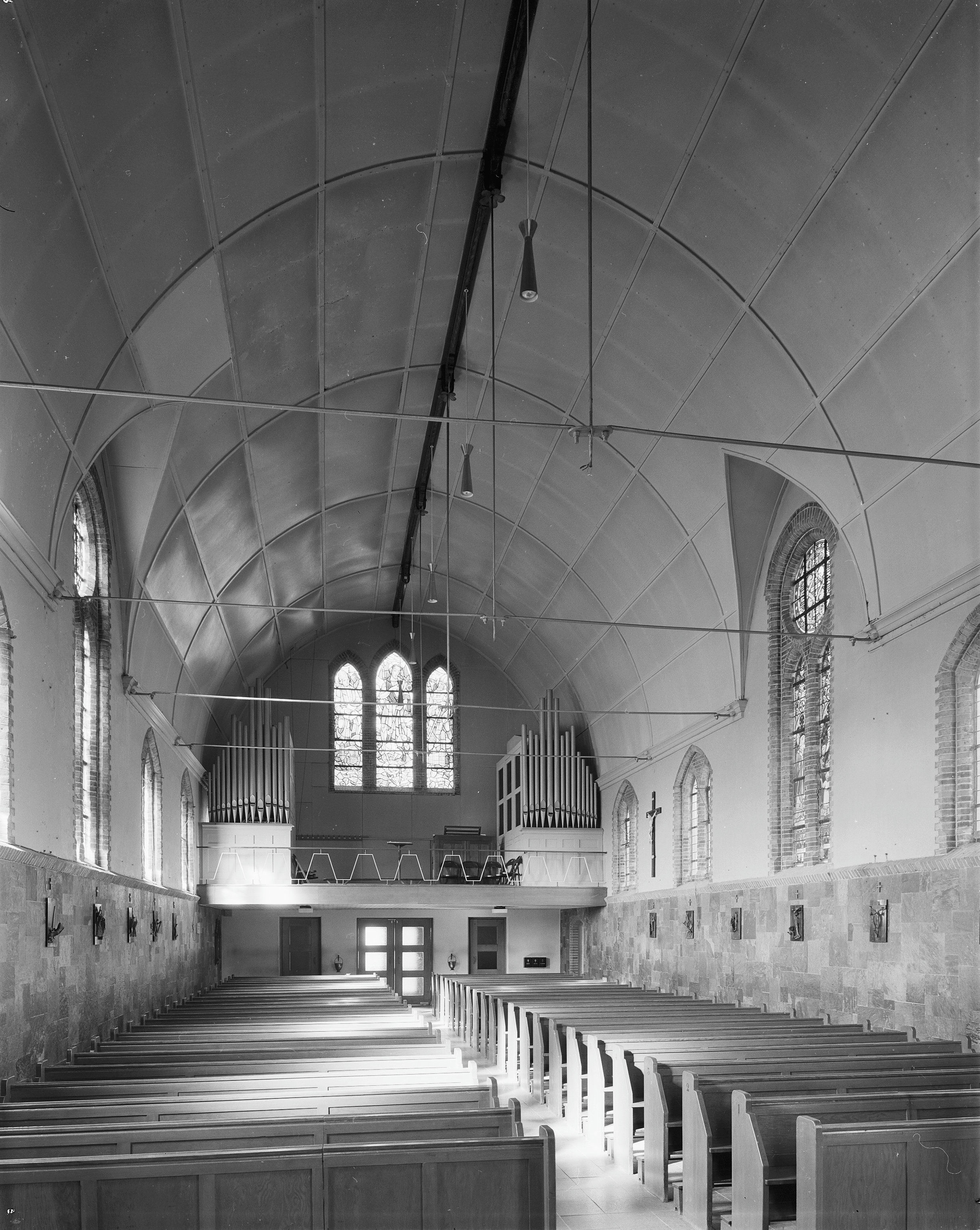
Interieur met orgel Clemenskerk (1972)
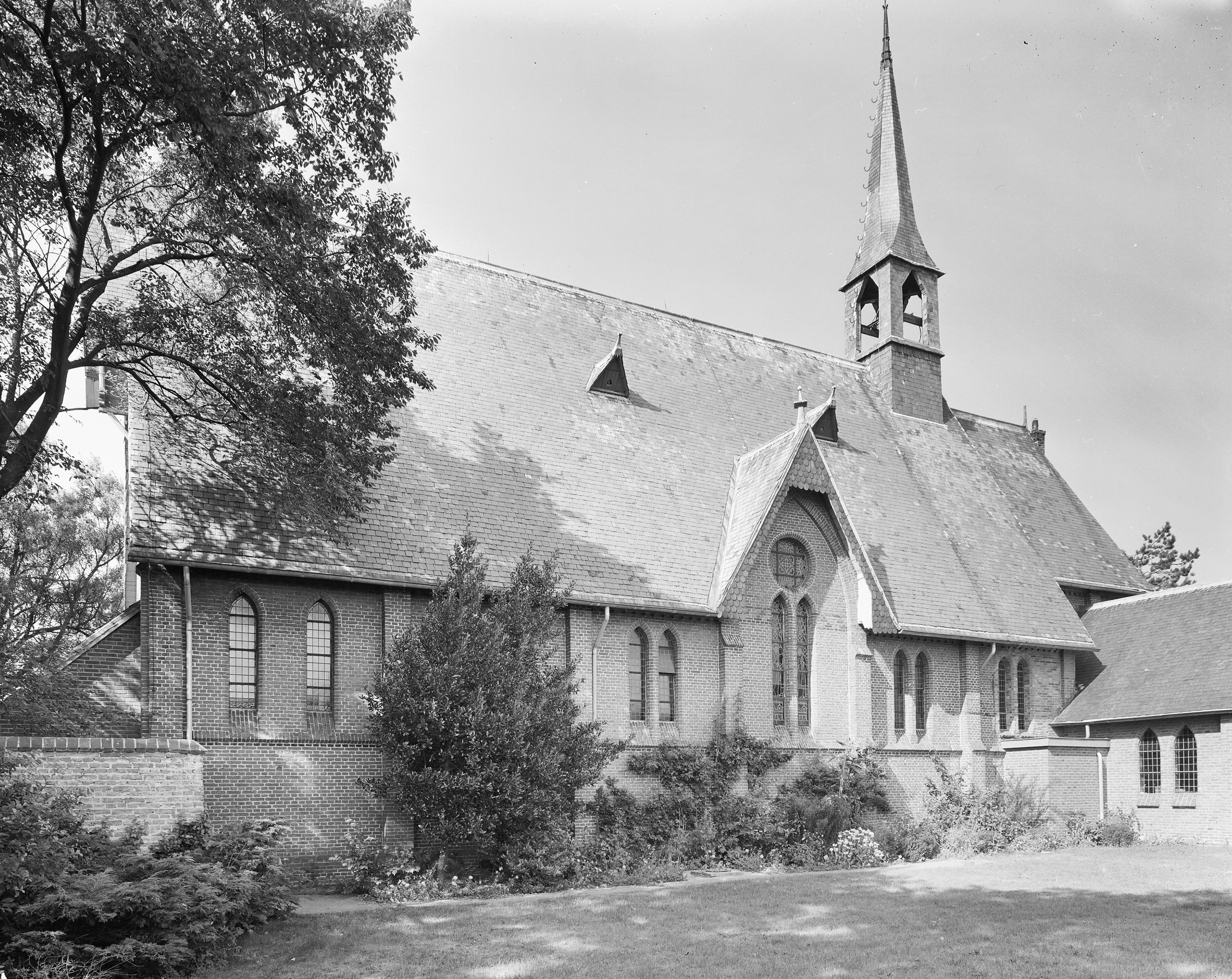
De kerk in september 1972

### Brand, wederopbouw en inwijding
De kerk werd in de vroege ochtend van 5 februari 2013 geheel door brand verwoest. De pastorie en een bijgebouw bleven wel behouden.
In oktober 2015 ging de herbouw van de kerk van start. De schilderingen van Jacob Ydema uit 1940 waren aangebracht in olieverf. Doordat de onderlaag ook al olieverf bevatte – waren zij bijzonder kwetsbaar voor vuur. Resten van de schildering in het gewelf zijn bij de restauratie van de kerk zichtbaar gehouden, maar feitelijk moeten de schilderingen als algeheel verloren worden beschouwd. Die restanten zijn vakkundig geconserveerd door restaurator Randolph Algera met zijn team Art-Decor. Ze vormen een verbinding tussen verleden en heden. 
Bij de herbouw is gekozen voor een compleet eigentijds interieur. De flora en fauna van Ameland staan centraal evenals het thema eb en vloed. Dat is rondom terug te vinden: van wand tot wand, van vloer tot plafond, inclusief 32 nieuwe glas in loodramen en 16 gezandstraalde ramen, de Mariakapel met in het raam een driedimensionale glazen Maria. 
Op 18 december 2016 is het kerkgebouw weer in gebruik genomen. Het is niet alleen een kerk, maar ook een multifunctionele ruimte waar iedereen zich thuis kan voelen. Restaurator/kunstenaar Algera schreef met zijn iconografische interieurontwerp moderne kerkgeschiedenis. Op 25 november 2017 werd het kerkgebouw ingewijd door bisschop Ron van den Hout.

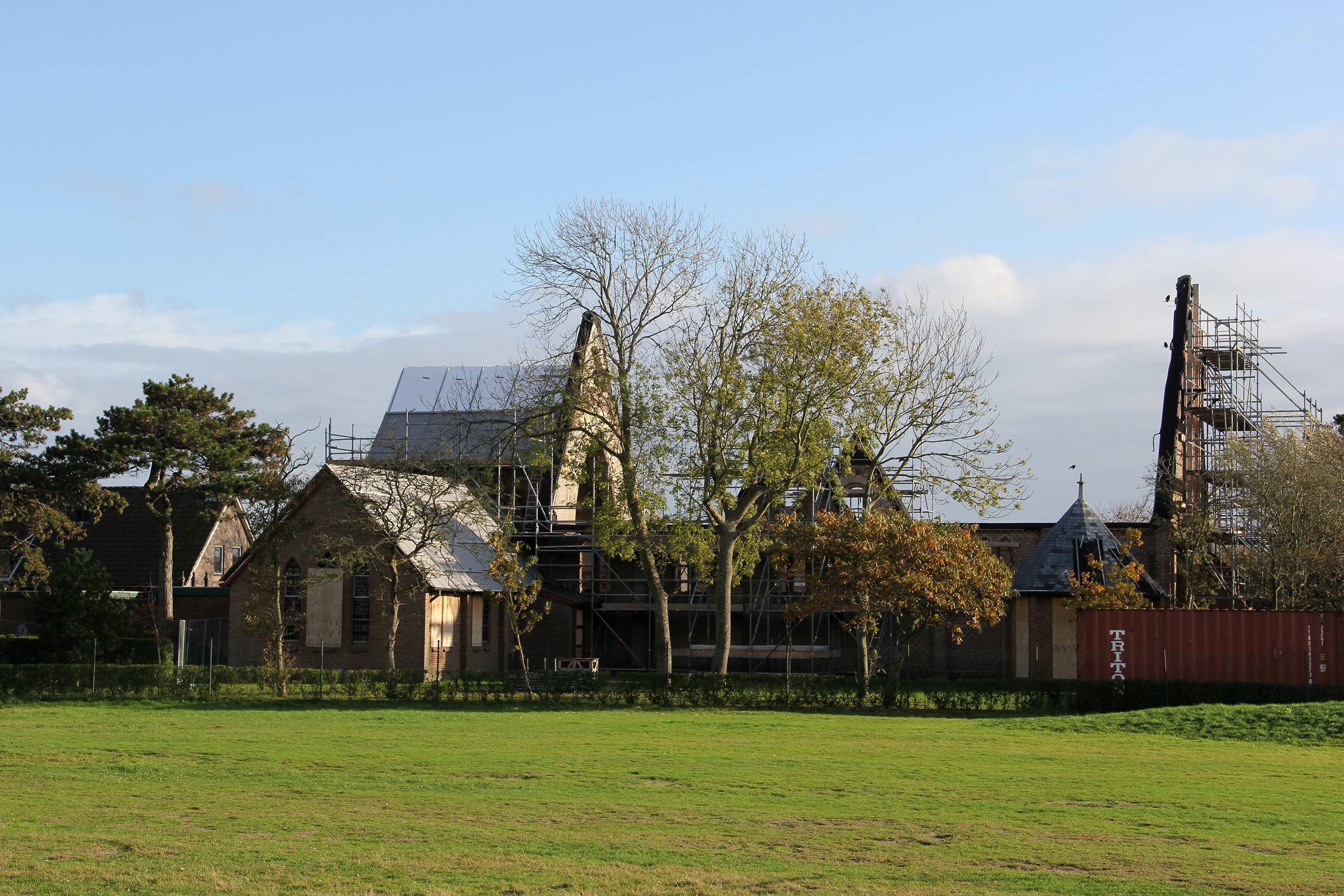
Eind oktober 2013, negen maanden na de brand
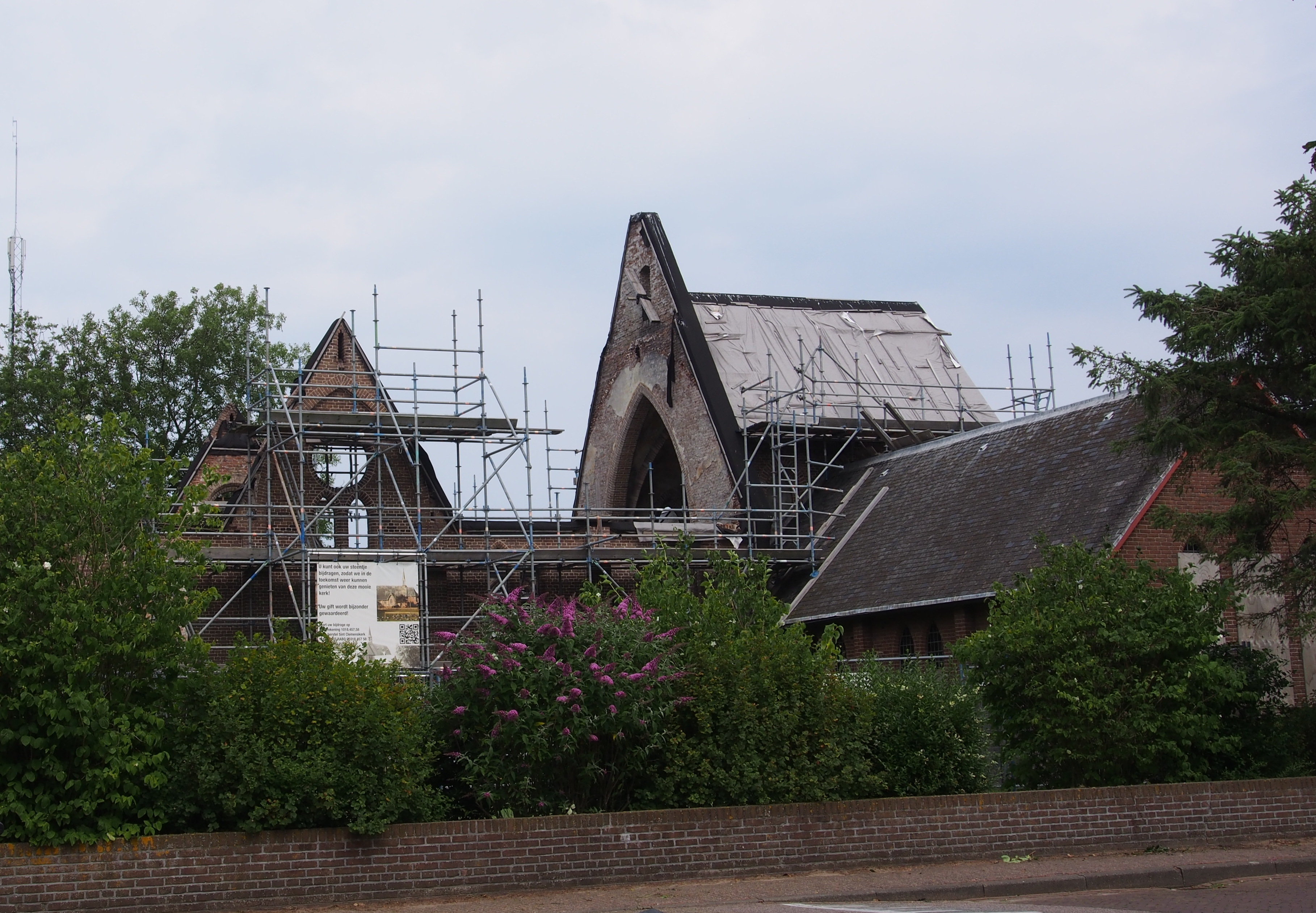
Herstelwerkzaamheden zomer 2015
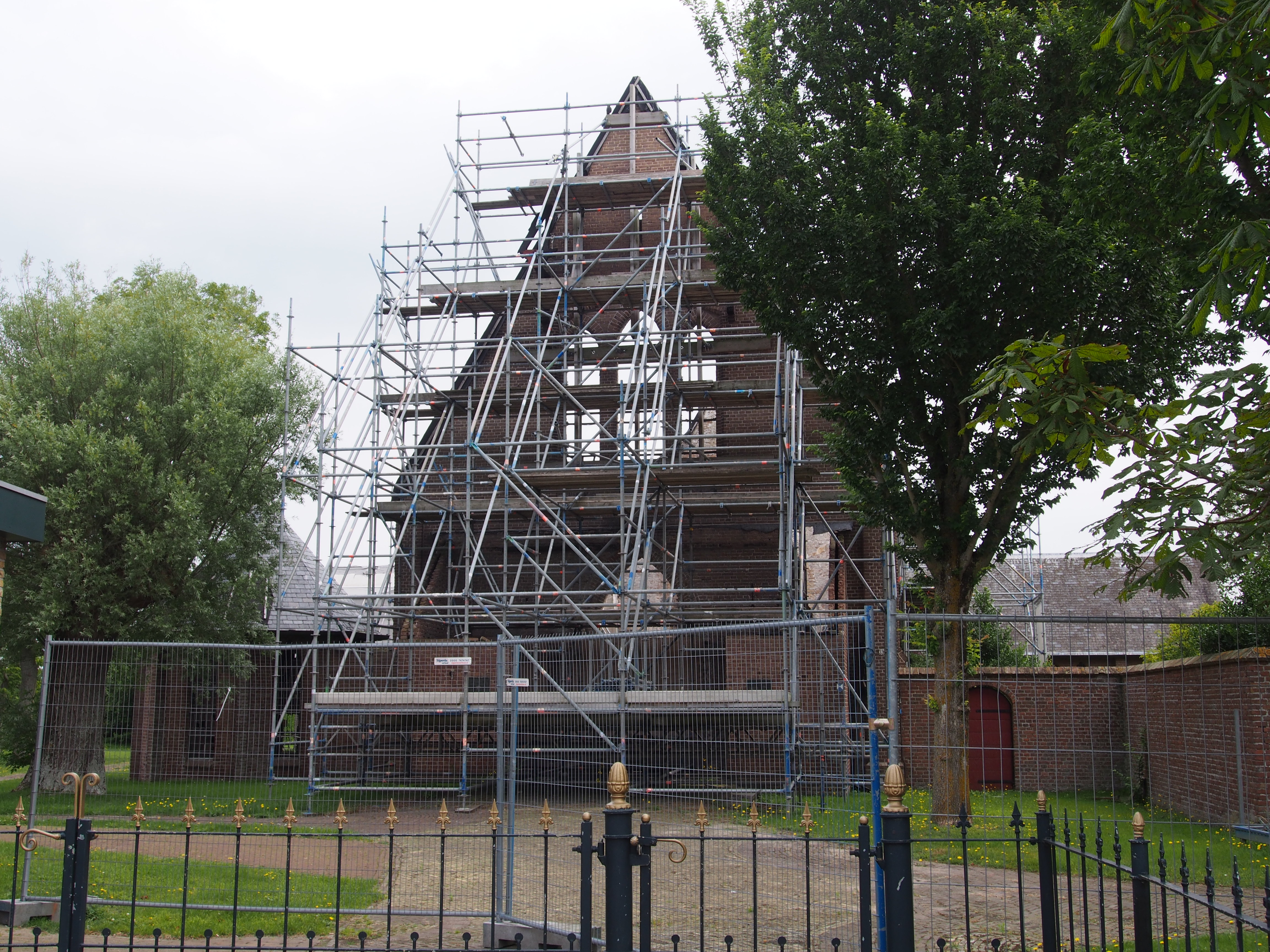
Herstelwerkzaamheden zomer 2015

## Schilderingen door Jacob Ydema
In 1940 is de kerk voorzien van schilderingen door de Friese kunstschilder Jacob Ydema. De opdracht betrof het gewelf boven het priesterkoor, een aantal muren daaronder en de triomfboog. De technische omstandigheden ter plekke brachten mee dat de schilderingen aangebracht moesten worden in olieverf, omdat er al olieverf was toegepast op de ondergrond. Voor Ydema was het gebruik van olieverf voor muurschilderingen nieuw; hij gebruikte daarvoor eerder Keimverf maar die was op de gegeven ondergrond niet meer bruikbaar. Olieverf gebruikte hij tot op dat moment alleen voor schilderijen op doek.
In de Odolphuskerk in Bakhuizen (1935) had Ydema succes met een gewelfschildering waarbij deze een kleurenpalet kreeg dat afstak tegen de kleur van de gewelven en de muren elders in de kerk. In Nes is hij daarop verder gegaan. De vlakken tussen de ribben kregen een zacht gemêleerde tint als achtergrond voor de diverse afbeeldingen. Deze achtergrond stond de kunstenaar toe om elementen uit de voorstellingen te laten vervagen, en creëerde een eenheid tussen de vele vlakken die tezamen het gewelf vormen.
In het vlak recht boven het hoogaltaar beeldde Ydema het offer van Melchisedek uit en Abraham op het punt om zijn eigen zoon te offeren, als verwijzing naar het offer van God die volgens de christelijke leer zijn zoon (Jezus) offerde aan het kruis. Het is dit laatste offer dat tijdens de mis op het ondergelegen hoogaltaar werd herdacht. Links van Melchisedek is een voorstelling van Jonas en de Walvis,  en van Joseph in de put.  Rechts van Abraham is een ongeïdentificeerde figuur zichtbaar. In het naastgelegen deel van het gewelf is koning David weergegeven met zijn harp, naast koning Salomo. Daartegenover treffen we Johannes de Doper aan,  herkenbaar aan zijn grove kameelharen kleding. Aan de andere kant van de sluitsteen van het gewelf vinden we Mozes aan de rand van de Rode Zee. Kleinere gewelfdelen zijn versierd met afbeeldingen van musicerende engelen, een bekend thema voor Ydema, dat hij een jaar eerder zelfs heel uitgebreid op de muren naast het hoogaltaar in Bakhuizen had weergegeven. De wand onder de afbeelding van Johannes de Doper werd gevuld met een voorstelling van de marteldood van de patroonheilige van de kerk, paus Clemens I. Zelfs nadat hij was verbannen uit Rome onder keizer Trajanus en was veroordeeld tot dwangarbeid bleef hij de mensen om hem heen bekeren. Als straf werd hij vastgebonden aan een anker en in de zee gegooid.
De triomfboog die het aldus versierde priesterkoor van het schip scheidt werd voorzien van een voorstelling van engelen aan weerszijden van de boog die het Sacrament des Altaars eren; een kelk en hostie zijn te midden van cherubijntjes boven de top van de boog geplaatst. Aan de zijkanten zijn heiligen te zien: links kerkleraren Thomas van Aquino met een exemplaar van zijn bekendste werk de Summa Theologica, en Bonaventura.  Rechts van de boog Augustinus en een gewone priester, waarschijnlijk de heilige pastoor van Ars.  Het rechter deel van de boog is rond 1977 intensief gerestaureerd, omdat door doorslag van vocht de stuclaag onder de schilderingen grotendeels was verpulverd.

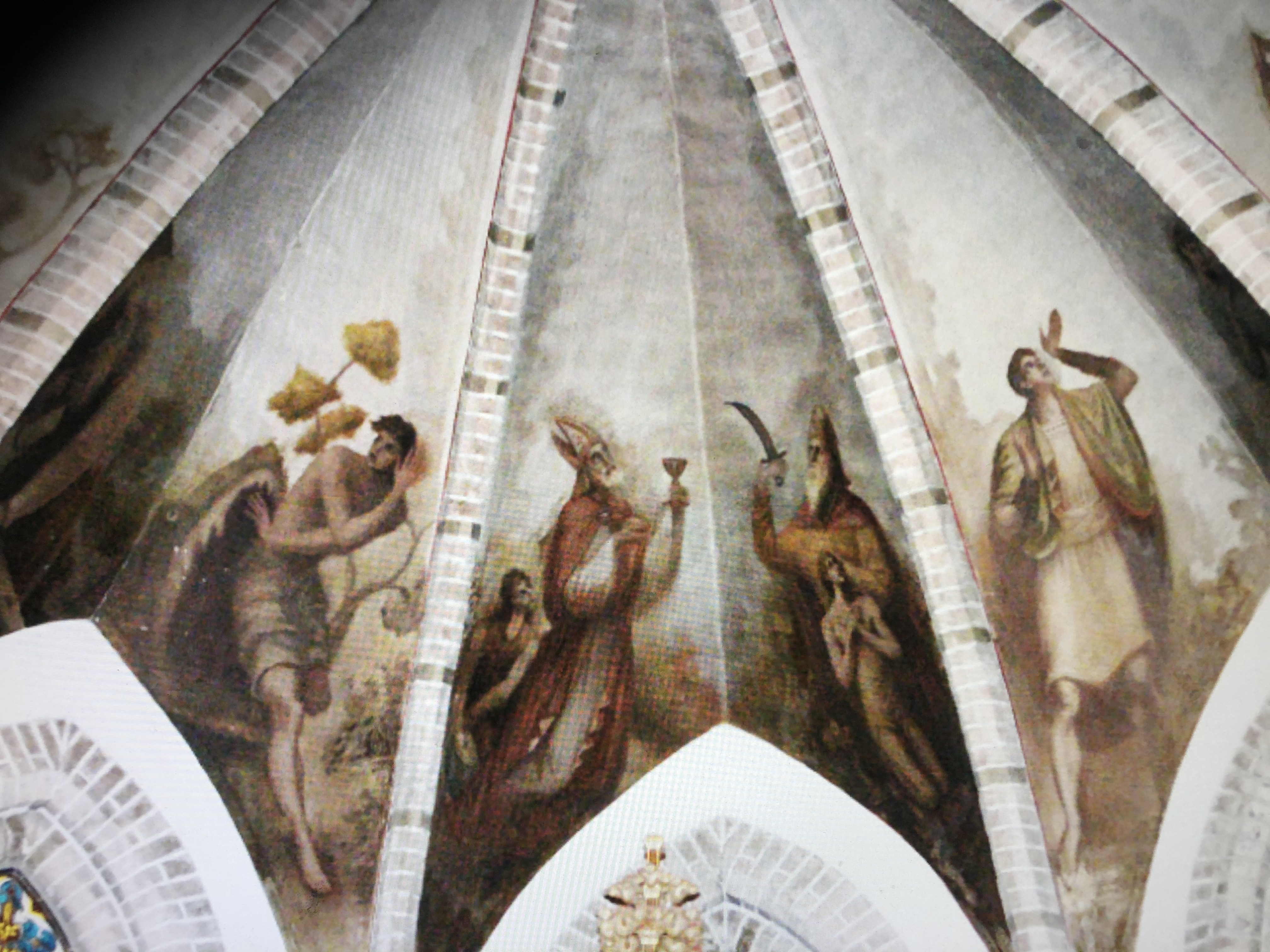
Gewelfschildering boven hoogaltaar, 1940
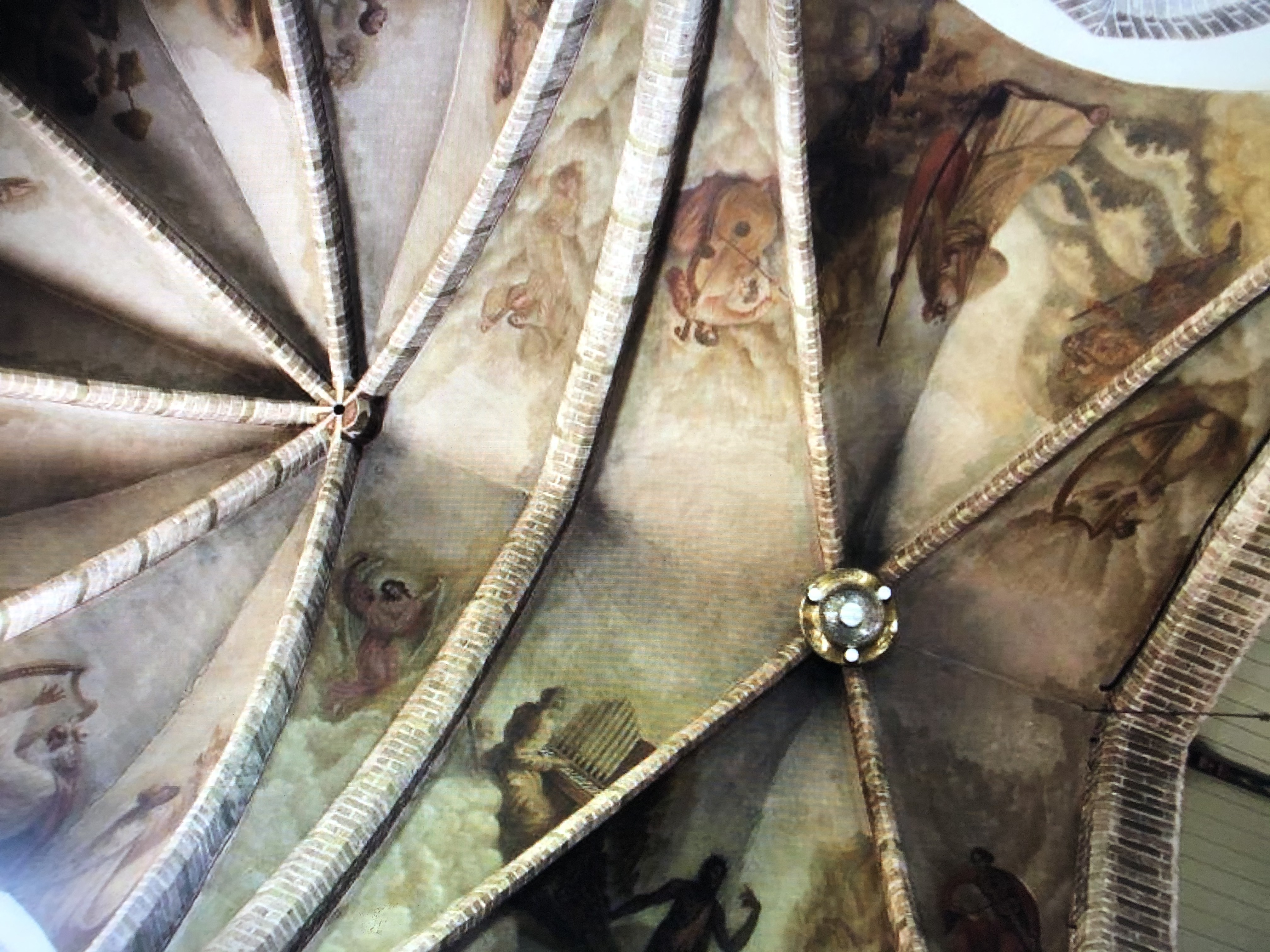
Gewelfschilderingen Clemenskerk, 1940
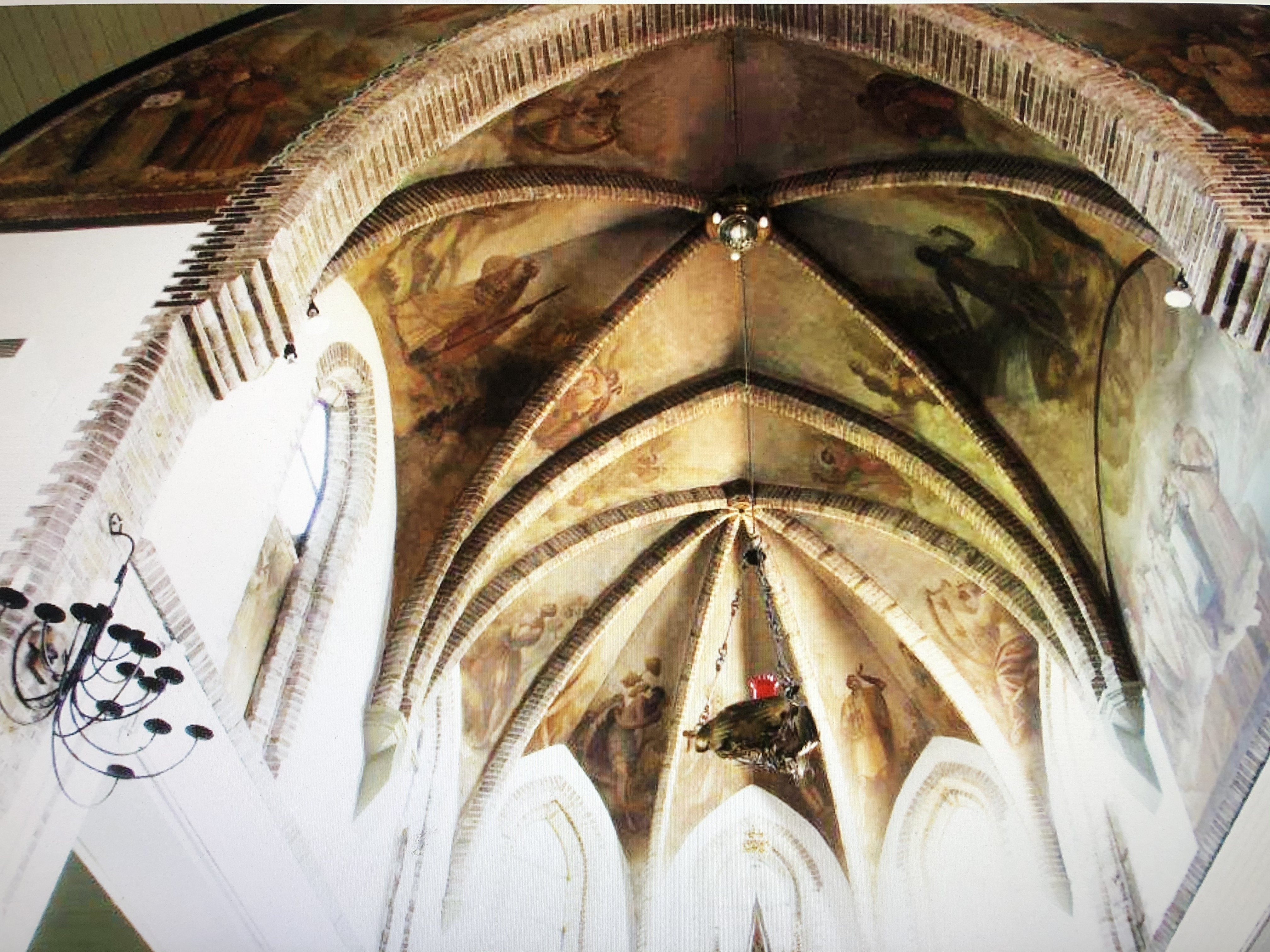
Gewelfschilderingen (overzicht vóór de brand) 1940
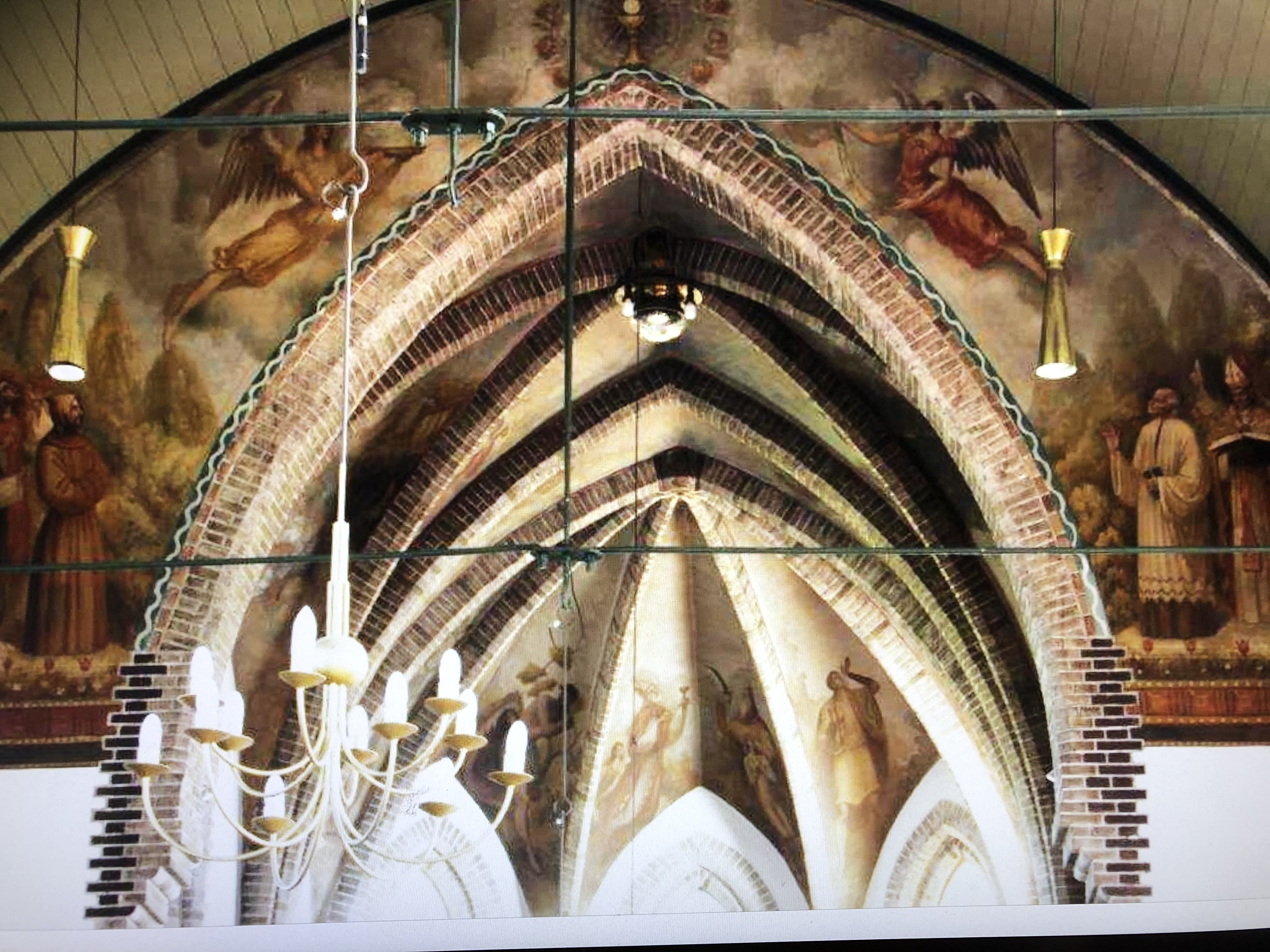
Schilderingen op de triomfboog, 1940
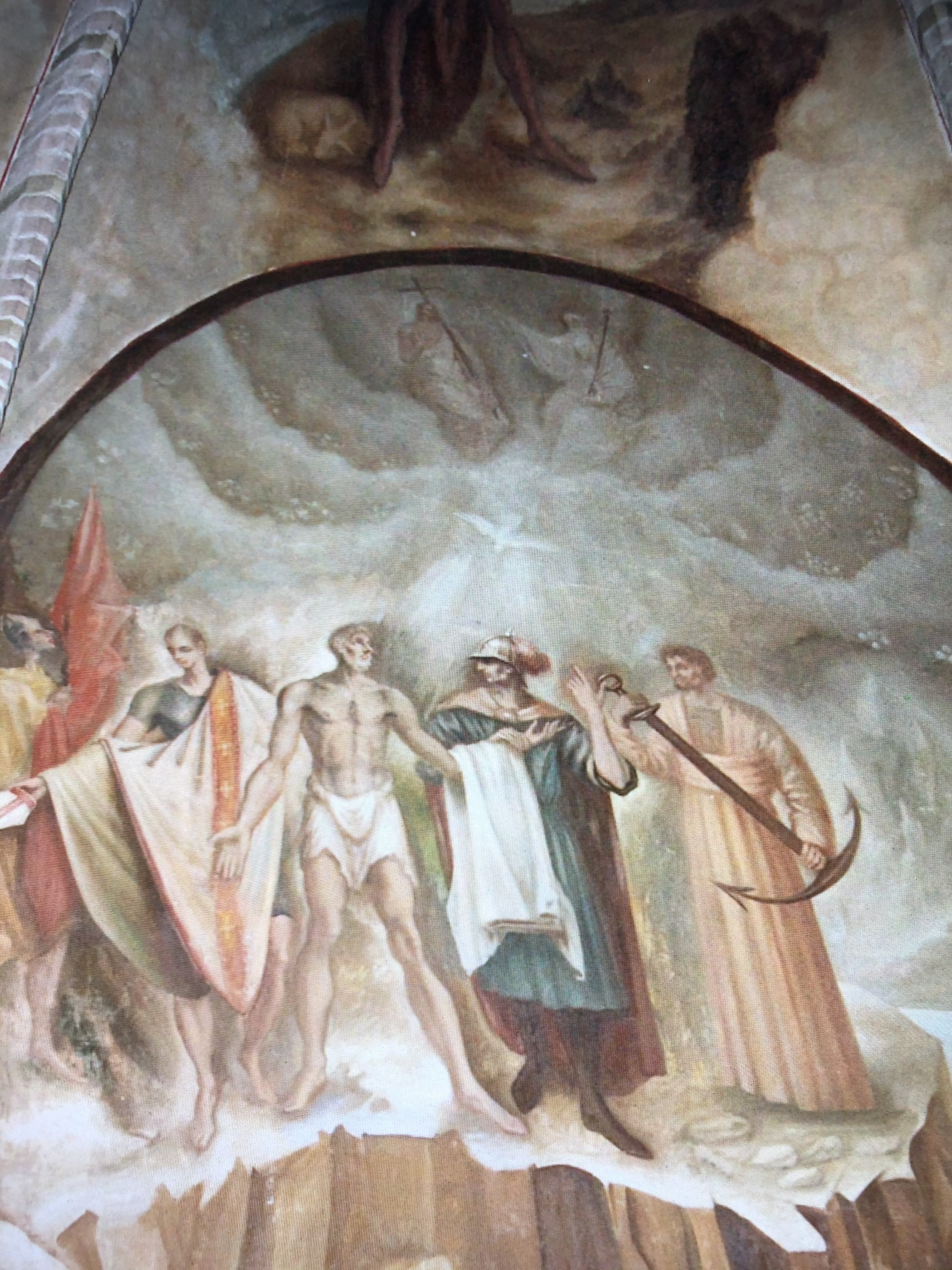
Marteldood van paus Clemens I, 1940